# Danh sách video ca nhạc tốn kém nhất mọi thời đại
Danh sách video ca nhạc tốn kém nhất mọi thời đại là danh sách những video ca nhạc tốn kém tiền nhiều nhất (các video được tính đến năm 2013 và số tiền đầu tư là trên 900.000 đô la Mỹ). Hiện nay, video ca nhạc tốn kém nhất là video ca nhạc "Scream" của Michael Jackson hát chung với em gái Janet Jackson thực hiện năm 1995, với kinh phí là 7 triệu đô la Mỹ, và nếu cộng thêm lạm phát, là hơn 10 triệu đô la Mỹ. Các video khác do "Ông hoàng nhạc pop" thực hiện cũng đều nằm trong danh sách, là các video: "Black or White" kinh phí trên 4 triệu USD, "Bad" và "Remember the Time" kinh phí trên 2 triệu USD và "Thriller" kinh phí trên 1 triệu USD. "Bà hoàng nhạc Pop" Madonna là người sở hữu video kinh phí đắt đỏ thứ hai, là "Die Another Day" với kinh phí trên 6 triệu USD, các video khác của Madonna cũng tiêu tốn kinh phí là "Express Yourself" kinh phí trên 5 triệu USD, "Bedtime Story" kinh phí trên 2 triệu USD, và "Give Me All Your Luvin'" kinh phí trên 1,5 triệu USD.
|  | Là video ca nhạc tốn kém nhất mọi thời đại tại thời điểm sản xuất |

## Danh sách video ca nhạc tốn kém nhất
| Nghệ sĩ                                                      | Tựa bài hát                      | Đạo diễn                      | Ngày phát hành       | Đạo diễn               | Điều chỉnh lạm phát (2025) |
| ------------------------------------------------------------ | -------------------------------- | ----------------------------- | -------------------- | ---------------------- | -------------------------- |
| Michael Jackson và Janet Jackson                             | "Scream"                         | Mark Romanek                  | 1995                 | $7,000,000             | $13.443.547                |
| Madonna                                                      | "Die Another Day"                | Traktor                       | 22 tháng 10 năm 2002 | $6,100,000             | $9.924.773                 |
| Madonna                                                      | "Express Yourself"               | David Fincher                 | 17 tháng 5 năm 1989  | $2,000,000 - 5,000,000 | $4.721.611 - $11.804.027   |
| Michael Jackson (hợp tác với L.T.B.)                         | "Black or White"                 | John Landis                   | 14 tháng 11 năm 1991 | $4,000,000             | $8.594.185                 |
| Guns N' Roses                                                | "Estranged"                      | Andy Morahan                  | Tháng 12, 1993       | $4,000,000             | $8.103.202                 |
| Puff Daddy (hợp tác với The Notorious B.I.G. & Busta Rhymes) | "Victory"                        | Marcus Nispel                 | 31 tháng 3 năm 1998  | $2,700,000             | $4.847.652                 |
| MC Hammer                                                    | "2 Legit 2 Quit"                 | Rupert Wainwright             | Tháng 11, 1991       | $2,500,000             | $5.213.422                 |
| Mariah Carey (hợp tác với Jay-Z)                             | "Heartbreaker"                   | Brett Ratner                  | 16 tháng 8 năm 1999  | $2,500,000             | $4.391.730                 |
| Janet Jackson                                                | "Doesn't Really Matter"          | Joseph Kahn                   | 28 tháng 6 năm 2000  | $2,500,000             | $4.248.309                 |
| Busta Rhymes & Janet Jackson                                 | "What's It Gonna Be?!"           | Hype Williams & Busta Rhymes  | 12 tháng 3 năm 1999  | $2,400,000             | $5.004.885                 |
| Celine Dion                                                  | "It's All Coming Back to Me Now" | Nigel Dick                    | 29 tháng 6 năm 1996  | $2,300,000             | $4.291.576                 |
| Michael Jackson                                              | "Bad"                            | Martin Scorsese               | 31 tháng 8 năm 1987  | $2,200,000             | $5.666.901                 |
| Backstreet Boys                                              | "Larger Than Life"               | Joseph Kahn                   | 14 tháng 9 năm 1999  | $2,100,000             | $3.689.053                 |
| Michael Jackson                                              | "Remember the Time"              | John Singleton                | 3 tháng 5 năm 1992   | $2,000,000             | $4.170.737                 |
| Madonna                                                      | "Bedtime Story"                  | Mark Romanek                  | Tháng 4, 1995        | $2,000,000             | $3.841.013                 |
| Missy Elliott                                                | "She's a Bitch"                  | Hype Williams                 | 1 tháng 5 năm 1999   | $2,000,000             | $3.513.384                 |
| George Michael                                               | "Freeek!"                        | Joseph Kahn                   | 2002                 | $2,000,000             | $3.098.661                 |
| Ayumi Hamasaki                                               | "My Name's Women"                | Wataru Takeishi               | 16 tháng 4 năm 2005  | $2,000,000             | $2.996.763                 |
| Ayumi Hamasaki                                               | "Fairyland"                      | Wataru Takeishi               | 16 tháng 7 năm 2005  | $2,000,000             | $2.996.763                 |
| Ayumi Hamasaki                                               | "Green"                          | Kazuyoshi Shimomura           | 17 tháng 12 năm 2008 | $1,600,000             | $2.996.763                 |
| TLC                                                          | "Unpretty"                       | Paul Hunter                   | 29 tháng 8 năm 1999  | $1,600,000             | $2.810.707                 |
| Guns N' Roses                                                | "November Rain"                  | Andy Morahan                  | 2 tháng 6 năm 1992   | $1,500,000             | $3.128.053                 |
| Blackstreet & Janet Jackson (hợp tác với Eve & Ja Rule)      | "Girlfriend/Boyfriend"           | Joseph Kahn                   | 23 tháng 3 năm 1999  | $1,500,000             | $2.635.038                 |
| Madonna (hợp tác với Nicki Minaj và M.I.A.)                  | "Give Me All Your Luvin'"        | Megaforce                     | 3 tháng 2 năm 2012   | $1,500,000             | $1.951.331                 |
| MC Hammer                                                    | "Here Comes the Hammer"          | MC Hammer                     | 1 tháng 1 năm 1991   | $1,300,000             | $2.911.921                 |
| The Fugees                                                   | "Ready or Not"                   | Marcus Nispel                 | 29 tháng 8 năm 1996  | $1,300,000             | $2.425.674                 |
| Kanye West                                                   | "Stronger"                       | Hype Williams                 | Tháng 7, 2007        | $1,200,000             | $1.693.597                 |
| Duran Duran                                                  | "The Wild Boys"                  | Russell Mulcahy               | 1984                 | $1,000,000+            | $2.816.784                 |
| Michael Jackson                                              | "Thriller"                       | John Landis                   | 2 tháng 12 năm 1983  | $1,000,000             | $3.232.008                 |
| Janet Jackson (với Nelly)                                    | "Call on Me"                     | Hype Williams                 | 26 tháng 7 năm 2006  | $1,000,000             | $2.903.268                 |
| The Sisters of Mercy                                         | "Dominion/Mother Russia"         | Andrew Eldritch               | Tháng 2, 1988        | $1,000,000             | $2.474.395                 |
| The Rolling Stones                                           | "Love Is Strong"                 | David Fincher                 | 1994                 | $1,000,000             | $1.974.405                 |
| TLC                                                          | "Waterfalls"                     | F. Gary Gray                  | 1995                 | $1,000,000             | $1.920.507                 |
| Sisqó (hợp tác với Foxy Brown)                               | "Thong Song" (remix)             | Little X                      | 2000                 | $1,000,000             | $1.699.324                 |
| Britney Spears                                               | "Toxic"                          | Joseph Kahn                   | 13 tháng 1 năm 2004  | $1,000,000             | $1.549.331                 |
| Kanye West (hợp tác với Lupe Fiasco)                         | "Touch the Sky"                  | Chris Milk                    | Tháng 4, 2006        | $1,000,000             | $1.451.634                 |
| Ayumi Hamasaki                                               | "Jewel"                          | Wataru Takeishi               | Tháng 11, 2006       | $1,100,000             | $1.596.798                 |
| Janet Jackson                                                | "I Get Lonely"                   | Paul Hunter                   | Tháng 3 1998         | $1,000,000             | $1.795.427                 |
| Ayumi Hamasaki                                               | "Virgin Road"                    | Masashi Muto                  | 27 tháng 9 năm 2010  | $1,000,000             | $1.341.981                 |
| T-ara                                                        | "Cry Cry/Lovey-Dovey"            | Cha Eun Taek                  | 11 tháng 11 năm 2011 | $1,000,000             | $1.300.888                 |
| Oliver Tree                                                  | ''Hurt"                          | Brendan Vaughan & Oliver Tree | 8 tháng 12 năm 2018  | $1,000,000             | $1,000,000                 |
| B.A.P                                                        | "One Shot"                       | Kang Ji Won & Kim Ki-bum      | 12 tháng 2 năm 2013  | $915,000               | $1.149.501                 |
| Britney Spears                                               | "Work Bitch"                     | Ben Mor                       | 1 tháng 10 năm 2013  | $850,000               | $1.067.843                 |
| Pia Zadora                                                   | "Heartbeat of Love"              | Dominic Sena                  | 1989                 | $800,000               | $1.888.644                 |
| Britney Spears                                               | "Oops!...I Did It Again"         | Nigel Dick                    | 10 tháng 4 năm 2000  | $750,000               | $1.274.493                 |
| Mylène Farmer                                                | "California"                     | Abel Ferrara                  | 20 tháng 3 năm 1996  | $700,000               | $1.306.132                 |
| David Bowie                                                  | "Ashes to Ashes"                 | David Bowie & David Mallet    | Tháng 5, 1980        | $582,000               | $2.067.087                 |
| Britney Spears                                               | "Hold It Against Me"             | Jonas Åkerlund                | 17 tháng 2 năm 2011  | $500,000               | $628.143                   |
| Mylène Farmer                                                | "Pourvu qu'elles soient douces"  | Laurent Boutonnat             | 12 tháng 9 năm 1988  | $500,000               | $1.237.198                 |
| Roxette                                                      | "The Centre of the Heart"        | Jonas Åkerlund                | Tháng 2, 2001        | $500,000               | $826.348                   |
| Britney Spears                                               | "Piece of Me"                    | Wayne Isham                   | 14 tháng 12 năm 2007 | $500,000               | $705.665                   |
|                                                              |                                  |                               |                      |                        |                            |